# Hertali
L'Hertali est un système de fissures volcaniques d'Éthiopie.